# كاليب شيبرد
كاليب شيبرد (بالإنجليزية: Caleb Shepherd)‏ هو موجه قوارب ‏ نيوزلندي، ولد في 29 يونيو 1993 في Huntly, New Zealand ‏ في نيوزيلندا.

## وصلات خارجية
- كاليب شيبرد على موقع الاتحاد الدولي للتجديف (الإنجليزية)
- كاليب شيبرد على موقع اللجنة الأولمبية الدولية (الإنجليزية)
- كاليب شيبرد على موقع أوليمبيديا (الإنجليزية)
- كاليب شيبرد على موقع اللجنة الأولمبية النيوزيلندية (الإنجليزية)